# Planyeta bevásárlóközpont (Krasznojarszk)
A Planyeta bevásárlóközpont (orosz nyelven: ТРЦ «Планета»)  a dél-szibériai Krasznojarszkban 2008-ban megnyitott „mall” jellegű szórakoztató- és bevásárlóközpont. Teljes területe 125 000 négyzetméter, kereskedelmi felülete 76 500 négyzetméter (2021-ben).
A planyeta orosz szó jelentése: 'bolygó'.

## Általános jellemzői
A létesítmény a város északkeleti részén, a Szovjetszkij kerületben található. Megnyitásakor, 2008-ban Krasznojarszk legnagyobb és első többfunkciós formában működő bevásárlóközpontja volt, amely együtt nyújtotta a színvonalas vásárlás és a szórakozás lehetőségét. A létesítményben található mintegy 200 üzlet, szolgáltatás, gyorsétterem és presszó; számos oroszországi és világmárka, melyek közül néhány először jelent meg Krasznojarszkban; az első emeleten nagy szórakoztatóközpont biliárdasztalokkal, bowlingpályával, multiplex mozival. Föld alatti és külső parkolóiban 3500 gépkocsi számára van hely.
A központ teljes területe 125 000 m², ebből a kereskedelmi (bérelhető) terület 76 500 m². Horgonybérlői: egy nagy élelmiszer hipermarket („O'Key”); egy elektronikai és háztartási készülékek áruháza („M.Video”); „Szportmasztyer” sport-hipermarket; „Koszmik” szórakoztató egység, több teremből álló mozi, „Gyermekvilág”.

## Története
A krasznojarszki Planyeta bevásárlóközpont a RosEvroDevelopment ingatlanfejlesztő cégcsoport projektjeként jött létre. Építése 2006 tavaszán kezdődött és két évig tartott, fővállalkozója a krasznojarszki székhelyű Monolitholding cégcsoport volt. 
A kezdetben 107 000 m² teljes területű bevásárlóközpontot 2008. április 12-én egész napos rendezvénysorozat keretében nyitották meg. Kereskedelmi ingatlanszakértők 2012-ben az ország tíz leglátogatottabb bevásárlóközpontja közé sorolták. Hétvégi és munkaszüneti napokon vásárlóinak száma elérte a 60 ezer főt. 2013-ig teljes területe 107 000 m² volt, de 2014-ben újabb épületegységgel bővítették, így összterülete 125 000 m²-re nőtt, vásárlóinak száma elérte a havi másfél milliót. Akkor nyitott a helyi Burger King és egy sportolási lehetőségeket nyújtó szekció is a felső szinten.
2021-ben az akkori szakértői felmérés szerint a létesítmény továbbra is a város leglátogatottabb bevásárlóköpontja volt. Bérelhető felületének csupán 3,8%-a nem volt kiadva. A pandémia miatt 2020 májusától augusztusáig a Planyetát lezárták a látogatók elől, ami az előző évhez képest közel negyedével csökkentette a bevételeket. 2021 első félévének végén a látogatók száma 14%-kal elmaradt a válság előtti 2019-es évtől.
A fejlesztő-tulajdonos cég 2021-ben bejelentette, hogy ezúttal jelentősebb bővítésre készül: a 22,9 hektáros területen álló 125 000 m²-es épület területét 230 000 m²-re kívánja növelni. A városvezetés a tervet augusztusban jóváhagyta, és elkezdődhetett a megvalósítás. Akkor még nem lehetett előre látni, hogy a pandémia folytatódik, és QR-kódok bemutatásához kötik a beléptetést.
A 2004-ben alakult RosEvroDevelopment cégcsoport eredetileg ingatlanfejlesztéssel foglalkozott. 2016 végén határozta el, hogy a kereskedelmi ingatlanok kezelését is átveszi, ezért nevét Malltechre változtatta. (mall az amerikai típusú fedett bevásárlókomplexumok közös neve). A vállalatcsoportnak más városokban is van hasonló jellegű bevásárlóközpontja, hozzátarozik többek között a novokuznyecki Planyeta és a novoszibirszki Aura is. Az utóbbi 2013-ban került a portfóliójába.